# Bergen (Noorwegen)

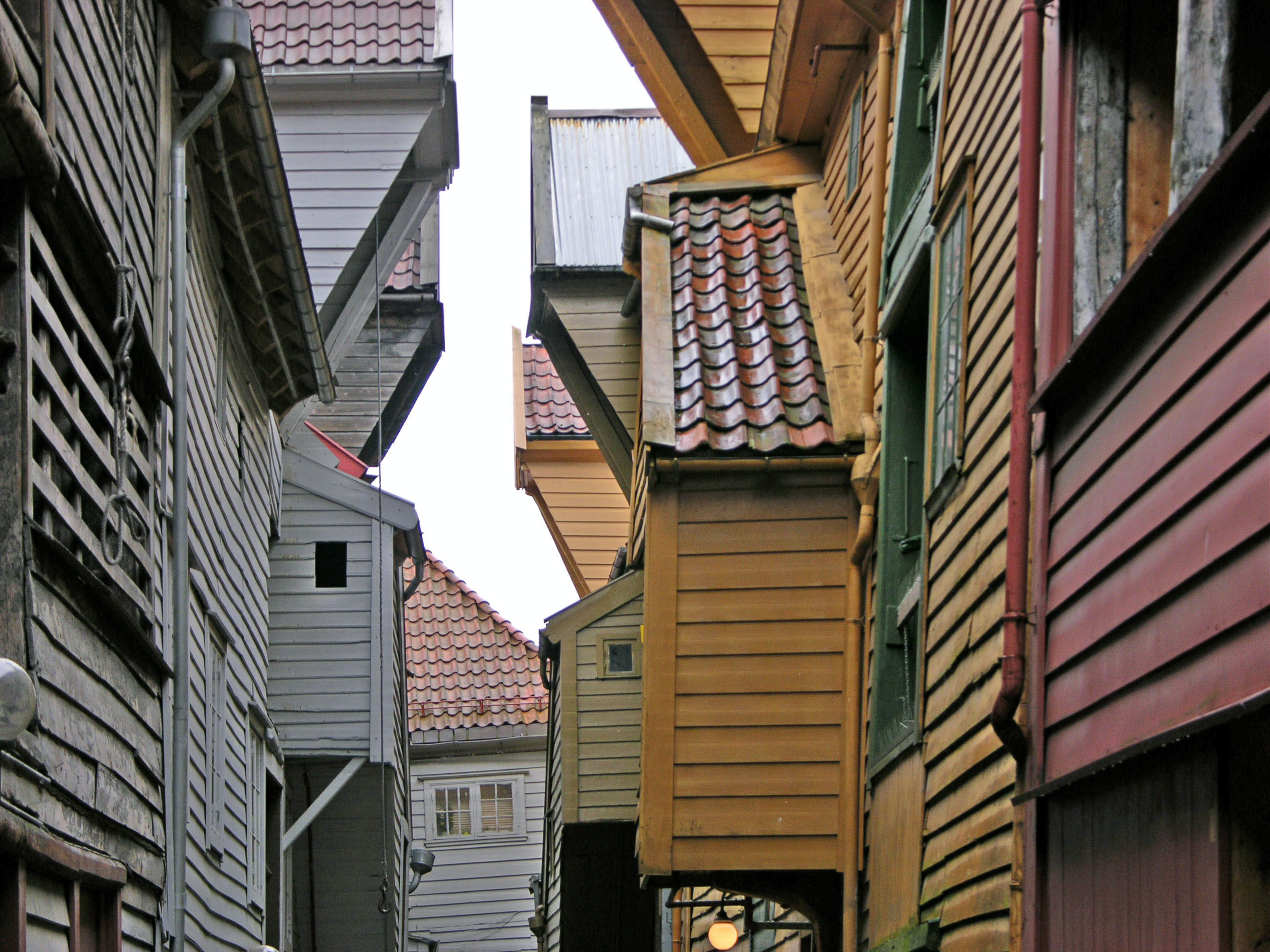
Bryggen

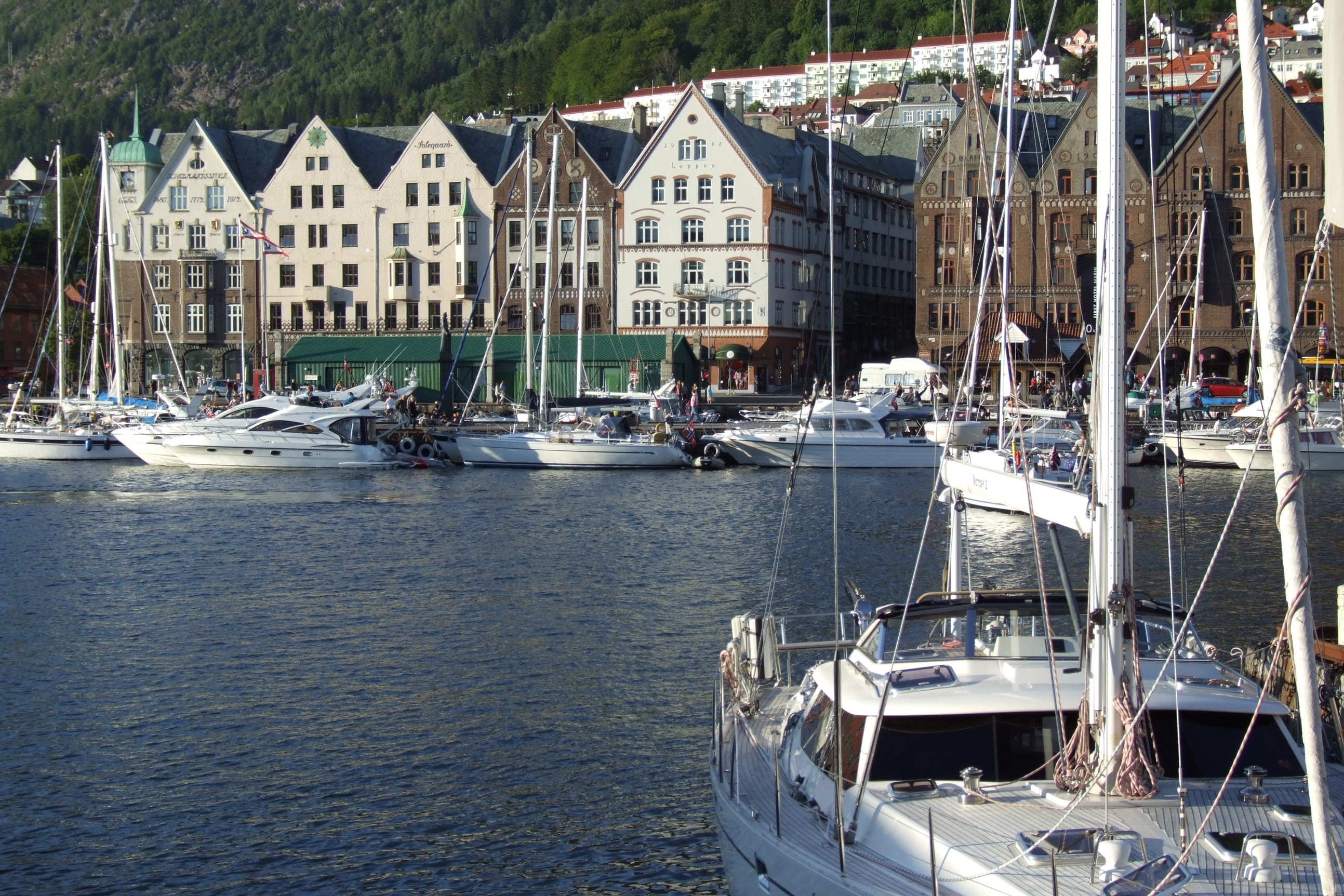
De haven

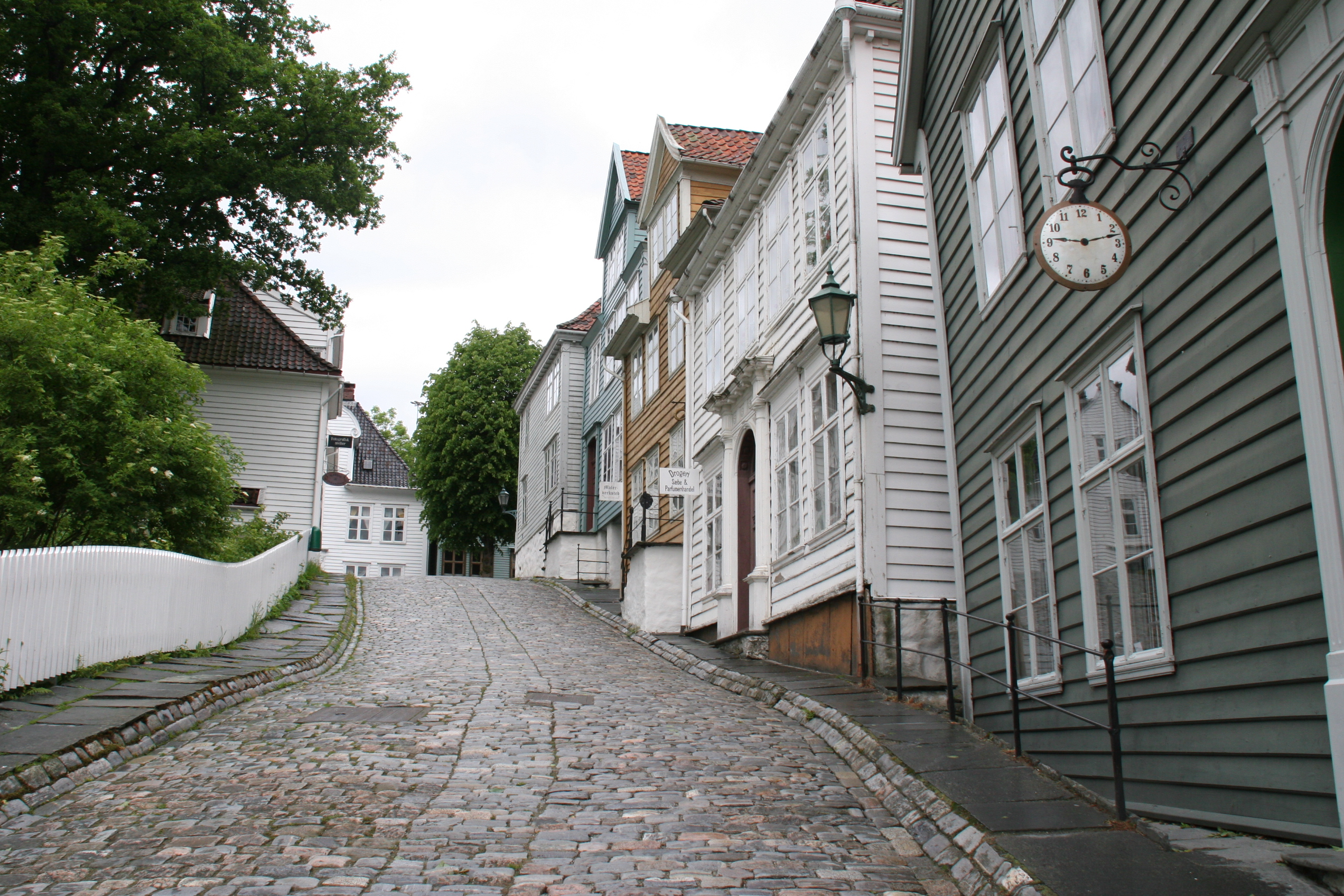
Steile straten in de oude stad

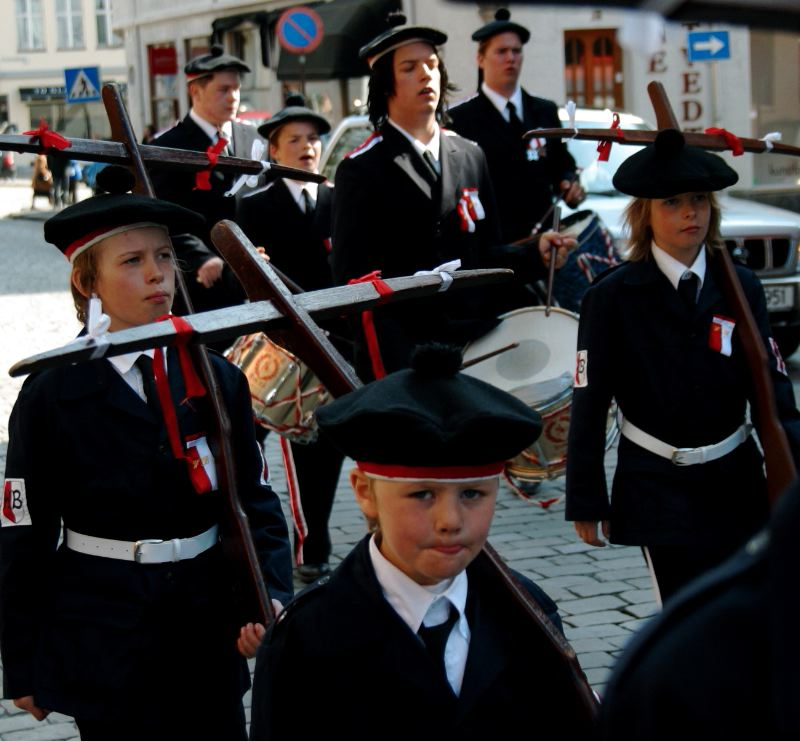
Een plaatselijke traditie: het buekorps

Vestlandske Kunstindustrimuseum, Nordahl Bruns gate, Bergen

Bergen is een gemeente en de hoofdstad van de Noorse provincie Vestland en tevens de op een na grootste stad van Noorwegen. De gemeente telde in 2015 circa 275.000 inwoners.
Bergen wordt de stad tussen de zeven bergen, de syv fjell, genoemd. Een van de bergen waaraan de stad deze naam dankt is Fløyen. Van hieruit is er een goed uitzicht over de stad. Om op de top te komen kan men gebruikmaken van een kabeltrein, Fløibanen. De hoogste van de zeven bergen is Ulriken.
Bryggen, het middeleeuwse bestuurs- en handelscentrum en de kern van Bergen, ligt aan de baai Vågen en staat sinds 1979 op de UNESCO Werelderfgoedlijst. Er zijn diverse musea in Bergen zoals Troldhaugen, het voormalige huis van Edvard Grieg. Visserij en vishandel speelt van oudsher een rol van betekenis voor de stad, daarom is ook het Norges Fiskerimuseum hier gevestigd. De stad heeft ook een aquarium genaamd Akvariet i Bergen.
De stad ligt gunstig voor toeristen die de Noorse fjorden, bergen en gletsjers willen zien. Deze stad is het zuidelijke begin- en eindpunt van de Hurtigruten, een scheepsroute voor goederen- en passagiersverkeer langs de Noorse westkust.
De stad heeft een universiteit, de Universitetet i Bergen, waarvan vooral het Zeeonderzoeksinstituut internationaal gerenommeerd is.

## Geschiedenis
Bergen werd volgens de overlevering in 1070 gesticht door koning Olav Kyrre. Tot 1299 was het de hoofdstad van Noorwegen. Tegen het einde van de 13e eeuw kreeg het een prominente rol in het Hanzeverbond als Kontor. Handelaren van overzee kochten er voornamelijk stokvis.
In 1665 vond tijdens de Tweede Nederlands-Engelse Oorlog de Slag in de Baai van Bergen plaats, tussen een Engelse oorlogsvloot aan de ene kant en een Nederlandse koopvaardij- en oorlogsvloot uit Oost-Indië en het Noorse garnizoen van Bergen aan de andere kant. De Engelsen werden uiteindelijk verslagen en moesten hun schepen terugtrekken, maar verloren geen schepen. Een kanonskogel die tijdens de slag insloeg in de Domkerk van Bergen is vandaag de dag nog steeds zichtbaar.
Op 20 april 1944 werd een deel van de historische binnenstad rond het havengebied verwoest door de explosie van de omgebouwde Nederlandse vissersboot VL 103 Voorbode, die was volgepakt met dynamiet.
Bergen was tot 1972 een aparte provincie (fylke) tot de gemeente werd samengevoegd met de buurgemeenten Arna, Åsane, Fana en Laksevåg in de provincie Hordaland. De fusiegemeente werd ook in Hordaland opgenomen.

## Cultuur
Bergen is de geboortestad van de beroemde componist Edvard Grieg en de Deens-Noorse schrijver Ludvig Holberg. Het filharmonisch orkest van Bergen is in 1756 opgericht en is een van de oudste orkesten ter wereld. Elk jaar wordt een groot cultureel festival gehouden, de Festspillene (Bergen International Festival). Ook wordt elk jaar het Grieg International Choir Festival in de stad gehouden.
Aan de componist is in Bergen ook het Edvard Grieg Museum Troldhaugen gewijd dat ook allerlei andere activiteiten onderneemt. Het werkt ook samen met het nabijgelegen Siljustøl, het voormalige woonhuis van de componist Harald Sæverud dat zomers op zondagen dienstdoet als museum.
Veel bekende bands, waarvan sommige internationaal zijn doorgebroken, komen uit studentenstad Bergen. De groepen Röyksopp en Kings of Convenience zijn bijvoorbeeld bekend geworden in deze stad. Zij maken deel uit van de zogenaamde Bergensbølgen, de "Bergense golf". Bergen geldt als een bakermat van black metal. Vele pioniers van dit subgenre van metal zijn opgericht in Bergen, waaronder Immortal, Burzum, Gorgoroth, Enslaved, Borknagar en Taake. Jaarlijks vindt er eind augustus een internationaal metalfestival plaats in Bergen.
In 1986 vond in Bergen het Eurovisiesongfestival plaats. Dit werd gewonnen door Sandra Kim.
In 1991 werd in de stad het Universeel Esperantocongres gehouden. In 2000 was Bergen culturele hoofdstad van Europa.

## Klimaat
| Maand                          | jan | feb | mrt | apr | mei | jun | jul | aug | sep | okt | nov | dec | Jaar  |
| ------------------------------ | --- | --- | --- | --- | --- | --- | --- | --- | --- | --- | --- | --- | ----- |
| Gemiddeld maximum (°C)         | 3   | 3   | 4   | 7   | 11  | 14  | 16  | 16  | 14  | 10  | 7   | 4   | 9,08  |
| Gemiddeld minimum (°C)         | 1   | 0   | 1   | 4   | 7   | 10  | 12  | 13  | 11  | 8   | 5   | 2   | 6,16  |
|                                |     |     |     |     |     |     |     |     |     |     |     |     |       |
| Neerslag (mm)                  | 294 | 235 | 264 | 154 | 167 | 163 | 203 | 272 | 360 | 398 | 370 | 382 | 3.262 |
| Bron: Weer in Bergen (maanden) |     |     |     |     |     |     |     |     |     |     |     |     |       |

## Stadsdelen
| Bevolking per stadsdeel (2008) |         |
| Arna                           | 12.231  |
| Bergenhus                      | 35.967  |
| Fana                           | 36.336  |
| Fyllingsdalen                  | 28.285  |
| Laksevåg                       | 36.651  |
| Ytrebygda                      | 24.044  |
| Årstad                         | 35.406  |
| Åsane                          | 38.487  |
| Totaal                         | 247.746 |

## Plaatsen in de gemeente
- Bergen
- Espeland
- Fanahammeren
- Flesland
- Hylkje
- Indre Arna
- Krokeidet
- Nordvik
- Ytre Arna

## Sport
Het plaatselijke voetbalelftal SK Brann speelt in de Noorse Tippeligaen (2017), de hoogste voetbaldivisie in Noorwegen. In 2008 was Bergen een van de vijf speelsteden tijdens het EK handbal (mannen).
Bergen was de gaststad van het Wereldkampioenschappen wielrennen 2017.

## Verkeer en vervoer
Bergen heeft een internationale luchthaven, waarbij vooral de binnenlandse vluchten naar Oslo grote populariteit genieten.
Bergensbanen, de spoorlijn tussen Bergen en Oslo, die over de Hardangervidda-hoogvlakte rijdt.
De snelste wegverbinding tussen Bergen en Oslo werd sinds 2013 en de afwerking van de Hardangerbrua, een hangbrug met bijzonder grote overspanning over de Eidfjord, een stuk sneller.
Bergen is het begin- en eindpunt van de Hurtigruten-veerdienst die tussen Bergen en Kirkenes vaart. Er is een bootverbinding naar de Sognefjord en de Nordfjord. Daarnaast zijn er veerdiensten naar Hanstholm en Hirtshals in Denemarken, naar Lerwick en Newcastle in Groot-Brittannië, naar Tórshavn op de Faeröer en naar Seyðisfjörður op IJsland.
Sinds 2010 is er een lightrailverbinding naar de voorstad Nesttun. Deze tram is in 2017 doorgetrokken naar de luchthaven.

## Klimaat
Bergen ligt aan de westkust van Noorwegen en staat bekend om zijn hevige regenval (gemiddeld 2250 mm per jaar).

## Stedenbanden
Bergen is verbroederd met de volgende steden:
- Aarhus, Denemarken
- Asmara, Eritrea
- Göteborg, Zweden
- Newcastle, Verenigd Koninkrijk
- Seattle, Verenigde Staten
- Turku, Finland

## Wetenswaardigheden
- Bergen is de stad in Europa waar het het meeste regent.[2]
- In plaats van een wapen gebruikt de stad een stadszegel als herkenningsteken.